# Episodi di Lassie (serie televisiva 1954) (diciannovesima stagione)
Gli episodi della diciannovesima stagione di Lassie sono stati trasmessi per la prima volta negli USA tra il 6 settembre 1972 e il 24 marzo 1973. La stagione fa parte di "The Holden Ranch Year" in quanto Lassie vive in una fattoria chiamata Holden Ranch.
| n° | Titolo originale              | Titolo italiano (Emittenti locali)    | Titolo italiano (Rai)           | Prima TV USA      | Prima TV Italia |
| -- | ----------------------------- | ------------------------------------- | ------------------------------- | ----------------- | --------------- |
| 1  | Lightning                     |                                       | L'incendio                      | 16 settembre 1972 |                 |
| 2  | The Doves of Santa Inez       |                                       | Le colombe di Santa Inez        | 23 settembre 1972 |                 |
| 3  | For Those Who Follow          |                                       | Fulmine                         | 30 settembre 1972 |                 |
| 4  | Scarecrow                     |                                       | Lo spaventapasseri              | 14 ottobre 1972   |                 |
| 5  | A Girl and a Boy (1)          | Solitudine (1ª parte)                 | Il bambino caduto dal cielo (1) | 21 ottobre 1972   |                 |
| 6  | A Girl and a Boy (2)          | Solitudine (2ª parte)                 | Il bambino caduto dal cielo (2) | 28 ottobre 1972   |                 |
| 7  | Deadly Surf                   |                                       |                                 | 4 novembre 1972   |                 |
| 8  | Golden Eagle                  |                                       | Quando Muoiono Le Aquile        | 11 novembre 1972  |                 |
| 9  | A Taste of Freedom            |                                       | Rascal cavallo burlone          | 18 novembre 1972  |                 |
| 10 | Run to Nowhere (1)            | Il fuggiasco (1ª parte)               |                                 | 25 novembre 1972  |                 |
| 11 | Run to Nowhere (2)            | Il fuggiasco (2ª parte)               |                                 | 2 dicembre 1972   |                 |
| 12 | Vigil of the Stork            |                                       |                                 | 9 dicembre 1972   |                 |
| 13 | Dream Builder                 |                                       | Julio                           | 16 dicembre 1972  |                 |
| 14 | The Visitor                   |                                       | Muffi                           | 6 gennaio 1973    |                 |
| 15 | Tell It to the Birds          |                                       | L'uomo che parlava agli uccelli | 13 gennaio 1973   |                 |
| 16 | Challenge of the Mountain (1) | Corsa contro il tempo (prima parte)   | La sfida della montagna (1)     | 24 gennaio 1973   |                 |
| 17 | Challenge of the Mountain (2) | Corsa contro il tempo (seconda parte) | La sfida della montagna (2)     | 3 febbraio 1973   |                 |
| 18 | Legend of the Coyote          |                                       |                                 | 10 febbraio 1973  |                 |
| 19 | Horsenappers                  | Ladri di cavalli                      |                                 | 17 febbraio 1973  |                 |
| 20 | A Joyous Sound (1)            | Un filo di speranza (1ª parte)        |                                 | 24 febbraio 1973  |                 |
| 21 | A Joyous Sound (2)            | Un filo di speranza (2ª parte)        |                                 | 3 marzo 1973      |                 |
| 22 | A Joyous Sound (3)            | Un filo di speranza (3ª parte)        |                                 | 10 marzo 1973     |                 |
| 23 | Johnny Piper                  |                                       | Johnny                          | 17 marzo 1973     |                 |
| 24 | The Dawning                   |                                       | Una giornata tutto riposo       | 24 marzo 1973     |                 |

## Le colombe di Santa Inez
- Titolo originale: The Doves of Santa Inez

### Trama
Il cappellano della chiesa di Santa Inez ha perso il suo branco di colombe che non sono più rientrate. Lassie e Lucy salvano uno degli uccelli dall'attacco di un falco, trovando poi il resto dello stormo su un albero. Il cappellano capisce che la colomba ferita era la guida dello stormo; Lucy e Lassie usano quindi l'uccello ferito come richiamo per guidare a casa le altre.

## Lo spaventapasseri
- Titolo originale: Scarecrow

### Trama
I bambini dell'Holden Ranch cercano di allontanare i corvi dal loro orto costruendo uno spaventapasseri, ma il fantoccio non sembra avere effetto sugli uccelli. Uno dei corvi ruba anzi il portafoglio di Mike, che il ragazzino gli aveva tirato addosso; Mike insegue allora l'uccello fino al bordo di una cisterna, cadendovi dentro. Per salvarlo, Lassie apre un rubinetto vuotando la tanica, ed avverte poi gli altri bambini che lo tirano fuori. 

## Il bambino caduto dal cielo (1)
- Titolo originale: A Girl and a Boy (1)

### Trama
Un bambino che vagava da solo viene soccorso e portato all'Holden Ranch, ma il piccolo rifiuta di parlare; passando da quelle parti, Lucy si accorge che il bambino è sordo come lei e inizia a comunicare a gesti, scoprendo che è scappato da un orfanotrofio. Nel frattempo, il bambino si è affezionato ad un cane-lupo che ha trovato ferito, ma l'animale si dimostra aggressivo (è difatti un cane dell'esercito) e Keith deve chiuderlo in un recinto.

## Il bambino caduto dal cielo (2)
- Titolo originale: A Girl and a Boy (2)

### Trama
Due agenti di polizia vengono a riprendersi il cane, provocando la disperazione del bambino, che si isola anche da Lucy. Lassie ritrova uno dei poliziotti e lo trascina in un negozio di animali, convincendolo a comprare un cucciolo per il bimbo. Prima di tornare all'orfanotrofio (la suora che gestisce la struttura è infatti arrivata a prenderlo), il bambinio riesce per la prima volta a parlare, ed annuncia che chiamerà il cucciolo "Lucy" come la sua amica. 

## L'uomo che parlava agli uccelli
- Titolo originale: Tell It to the Birds

### Trama
Lassie finisce in una tagliola e viene salvata da un indiano che era stato avvertito dal suo stormo di uccelli addomesticati. Il giorno seguente, la cagna si è ripresa, ma l'uomo rimane travolto da uno scaffale mentre la sua baracca di legno s'incendia. Lassie corre a cercare aiuto, incontrando Keith e Dale che la stavano cercando, e li guida alla baracca: l'indiano viene quindi salvato a sua volta.

## La sfida della montagna(1)
- Titolo originale: Challange of the Mountain (1)

### Trama
Dale sta provando un aeroplanino telecomandato, che però gli cade nel bosco. Accompagnato da Lassie, il ragazzo ritrova il suo modellino, finito in cima ad una parete di roccia, ma nel recuperarlo cade e provoca una frane che ferisce lui stesso e Lassie. 

## La sfida della montagna (2)
- Titolo originale: Challange of the Mountain (2)

### Trama
Dopo essersi rialzato, Dale cade svenuto ed è circondato da un branco di avvoltoi. Non potendo chiamare aiuto poiché deve tenere lontani gli avvoltoi, Lassie libera il cavallo che ritorna alla fattoria. Insospettito, Keith segue poi il cavallo che lo guida fino a Dale e Lassie.